# 冀劍制
冀劍制，台灣哲學家，國立台灣大學哲學系畢業、國立中正大學哲學研究所碩士、美國紐約州立大學水牛城分校哲學博士，曾任華梵大學哲學系教授，現任東方人文思想研究所、佛教藝術學系教授，講授批判性思考、心靈哲學、科學哲學等。邏輯與思維研究室主持人。致力推動哲學生活化，以日本動漫作品《海賊王》為主題開課，亦著有多部哲普著作。

## 著作
- 《邏輯謬誤鑑識班：訓練偵錯神經的24堂邏輯課》（台北：漫遊者文化，2010；增修新版，2016）
- 《心靈風暴：當代西方意識哲學的概念革命》（台北：臺灣商務印書館，2010）
- 《這樣想沒錯但也不對的40件事：哲學家告訴你關於戀愛、校園、人生、心理、社會的大哉問》（台北：啟動文化，2012）
- 《臥底哲學家的生活事件調查簿》（台北：臺灣商務印書館，2013）
- 《海賊王的哲學課：正義、夢想和人生的偉大航道》（台北：啟動文化，2014）
- 《哲學概論》（台北：三民書局，2015）
- 《是思考，還是想太多？》（台北：商周出版，2015）
- 《哲學課的逆襲：60堂探索人生意義、道德、世界與知識的思維課》（台北：商周出版，2016）
- 冀劍制/著，翔龍/插畫：《用故事教孩子邏輯思考力：哲學教授親自編寫故事讀本+29堂邏輯思考課》（台北：漫遊者文化，2018）
- 冀劍制/著，鄒明貴、任華斌/繪：《鞋匠哲學家和放空小嵐》（台北：幼獅文化，2018）
- 《青春超哲學》（台北：三民書局，2019）
- 白取春彥、冀劍制/著，王志弘/繪：《未經檢視的生活不值得過：跟著世界哲學家檢視12件重要的事》（台北：商周出版，2019）
- 冀劍制/著，翔龍/插畫：《用故事培養孩子的邏輯思考素養：哲學教授親自編寫故事與49道練習題》（台北：漫遊者文化，2019）
- 《哲學家的學佛筆記：關於「離苦得樂」的思索與修行》（台北：啟動文化，2020）

## 榮譽
- 2011，《邏輯謬誤鑑識班》入選《IT Home》雜誌推薦2011年IT人必讀100好書
- 2015，《海賊王的哲學課》入選文化部「第37次中小學生優良課外讀物」
- 2015，《是思考，還是想太多》入選《30雜誌》推薦30前必讀十大好書
- 2016，《邏輯謬誤鑑識班》入選《經理人》雜誌推薦訓練思考的六本必讀暢銷書
- 2016，《海賊王哲學課》獲香港教育專業人員協會「好書龍虎榜」評選為中學生十大好書
- 2016，《是思考，還是想太多》入選文化部「第38次中小學生優良課外讀物」

## 外部連結
- 冀劍制的個人網站 （页面存档备份，存于）
- 冀劍制的哲思筆記的Facebook專頁
- 冀劍制 （页面存档备份，存于）在博客來OKAPI閱讀生活誌的專欄
- 華梵大學哲學系 - 冀劍制 （页面存档备份，存于）